# Veit Krenn

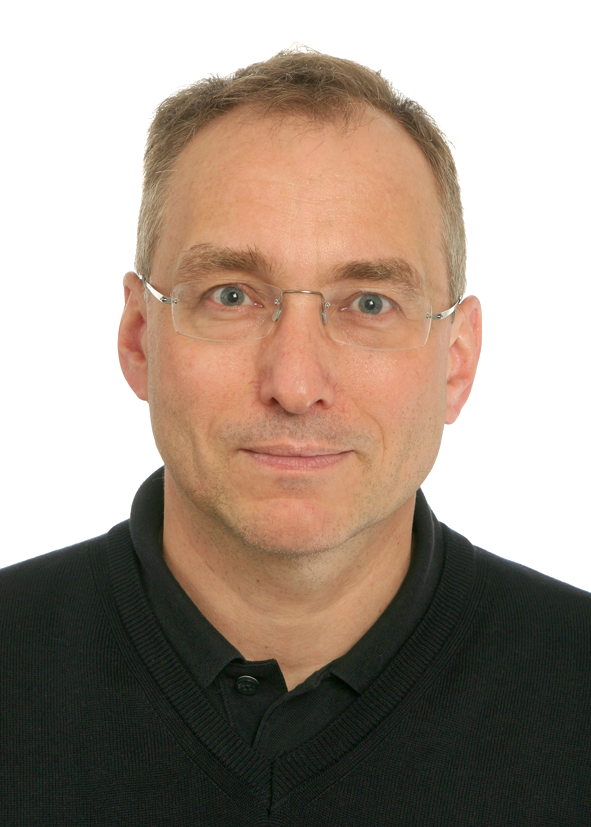
Veit Krenn, 2013

Veit Krenn (* 3. November 1960 in Philadelphia, Pennsylvania, Vereinigte Staaten) ist ein deutscher Pathologe und Bildender Künstler österreichischer Herkunft.

## Leben
Veit Krenn ist der Sohn des Wiener Künstlers Hans Krenn (1932–2007), der im Umfeld der Wiener „Fantastischen Realisten“ wirkte. Seine Kindheit verbrachte Krenn teilweise in Florida und teilweise in Wien. Von 1980 bis 1987 studierte Krenn Medizin in Wien und Bochum. In Wien wurde er am 30. November 1987 über das Thema Migration und Determination myogener Zellen im Embryo zum Dr. med. univ. promoviert. Von 1988 bis 1992 arbeitete er als Assistenzarzt am Histologisch-Embryologischen Institut in Wien. Danach arbeitete er bis 2000 als Wissenschaftlicher Assistent am Pathologischen Institut der Julius-Maximilians-Universität Würzburg. In Würzburg wurde Krenn am 21. November 1997 mit einer Schrift über das Thema Das Expressionsprofil von Makrophagenantigenen, Adhäsionsmolekülen und Chemokinen der Epitheloidzelle in der granulomatösen und kleinherdigen Epitheloidzellreaktion zum Dr. med. promoviert. Am 26. Juni 2000 wurde Krenn ebendort habilitiert (Morphologische und molekulare Analyse synovialer B-Zellen in der chronischen Synovialitits: Ein Beitrag zum Pathogeneseverständnis von Arthrose und rheumatoider Arthritis) und folgte einem Ruf an die Charité nach Berlin. Dort arbeitete er bis 2005 als C3-Professor für Experimentelle Infektionspathologie und Oberarzt im Institut für Pathologie. Seit 2005 ist er am Medizinischen Versorgungszentrum für Histologie, Zytologie und Molekulare Diagnostik Trier.
Krenn ist verheiratet mit Anke Krenn (geborene Hecker), einer Psychiaterin, mit der er drei gemeinsame Kinder hat.

## Arbeitsgebiete
Krenn entwickelte zusammen mit seinen Kollegen an der Charité den Synovialitis-Score. Es handelt sich dabei um einen halbquantitativen histopathologischen Bewertungsmechanismus (Score) zur Diagnose rheumatischer und nicht-rheumatischer Gelenkerkrankungen.
In interdisziplinärer Zusammenarbeit erarbeitete Krenn die erweiterte Konsensusklassifikation der periprothetischen Membran, welche die vielfältigen Ursachen, die zur Lockerung von Endoprothesen führen und eine Partikelidentifikation in der periprothetischen Membran ermöglichen, welche anhand histopathologischer Merkmale bewertet werden. Diese Scores stellen diagnostische Scores mit hoher Sensitivität und Spezifität dar, welche über eine ausreichende Interobserver-Reproduzierbarkeit verfügen, in einer aktuellen Publikation wurde die internationale Resonanz des Synovialitis-Scores der letzten 15 Jahre dargelegt. Zudem wurden in Kooperation mit Kollegen aus der Rheumatologie, Anatomie und Immunologie Daten zu den molekularen Mechanismen der Entzündungsreaktion erarbeitet.
Als Künstler formt Krenn Skulpturen, die an anatomische und pathologische Formen angelehnt sind.

## Auszeichnungen
- 1990–1992: Erwin-Schrödinger-Stipendium
- 2017: Arthur-Vick-Preis der Deutschen Gesellschaft für Orthopädische Rheumatologie für die Entwicklung des Synovialitis-Score[17][18]
- 2018: OUP Bestpreis für den Stellenwert der Histopathologie in der Diagnostik von muskuloskelettalen und periimplantären Gelenkinfektionen[19]
- 2018: Themistocles-Gluck-Preis der Deutschen Gesellschaft für Orthopädie und Orthopädische Chirurgie für die Entwicklung einer histopathologischen Klassifikation zur standardisierten Diagnostik[20]